# Roskilde Festival 1972
Roskilde Festivalen, dengang under navnet Fantasy, blev i 1972 afholdt fra fredag den 30. juni til søndag den 2. juli. Dette var det første år hvor festivalen blev afholdt med Roskildefonden som arrangør, og der var ca. 15.000 publikummer pr. dag i tre dage.

## Musikgrupper
- Alex Campbell (UK)
- André
- African Surprise (DK)
- Alrune Rod (DK)
- Andrew John (UK)
- Arman Sumpe (N)
- Book (DK)
- Bork (DK)
- Contact (S)
- David Blue (US)
- Day Break
- Delta Blues Band (DK)
- Dr. Dopo Jam (DK)
- Family (UK)
- Fessors Big City Band (DK)
- Fujara (DK)
- Gasolin (DK)
- Gnags (DK)
- Horst
- Hurdy Gurdy (DK)
- The Kinks (UK)
- Midnight Sun (DK)
- Musikpatruljen (DK)
- Polyfeen (DK)
- Purple Door Gang (DK)
- Sha Na Na (US)
- Smile (DK)
- Starfuckers (DK)
- Tony Busch (US)
- Vannis Aften (DK)